# Malte Milner Find
Malte Milner Find (født 30. marts 1992) er en dansk radio- og podcastvært, dubbinginstruktør og en af Danmarks mest anvendte stemmeskuespillere.
Han begyndte sin karriere som stemmeskuespiller i 2003, hvor han debuterede i Stuart Little TV-serien og Noddy. Siden da har han medvirket i en lang række populære film og serier. 
I 2024 blev Malte fast formiddagsvært på radiokanalen The Voice. 
Derudover spiller han hovedrollen “Malte” i den danske spillefilm Midtimellem.

## Filmografi

### Tv-serier og film - Dubber
- Filmen Om Kaptajn Underhyler - Otto Fisker
- Velkommen til Monster High og Monster high Elektrisk - Raythe
- Alvin og De Frække Jordegern - På Farten - Miles
- Victor & Valentino - Victor
- Teenage Mutant Ninja Turtles - Raphael
- Kick Buttowski - Brad
- Phineas & Ferb - Jeremy, Karl & Irving
- Ninja Turtles - Raphael
- Voltron - Keith
- Invader Zim - Zim
- Super 4 - Alex
- LEGO Nexo Knights - Aaron
- Hulk og Agenterne Fra S.M.A.S.K. - A-Bomb
- Eventyrtid (Adventure Time) - Diverse roller
- Shadowhunters - Magnus Bane
- Transformers - Fixit
- Noddy - Noddy
- Dragerne Fra Bersærkø - Fiskeben
- Atomic Betty - Noah Parker
- Lucky Fred - Fred
- Eghjorten Bulder - Bulder
- Xiaolin Showdown - Raimundo
- Pokémon - Rotom Dex

### Tv-serier - Instruktør
Stemmeinstruktør i bl.a:
- Eurovision
- Familien Mitchel mod maskinerne
- Grønne æg med skinke
- Amphibia
- Bluey
- My Little Pony
- Legend Of Korra
- Yokai Watch
- Kong, King of The Apes
- Steven Universe
- Spøgelset og Molly McGee
- Hamster og Grete